# St. Jakobus (Ruderatshofen)

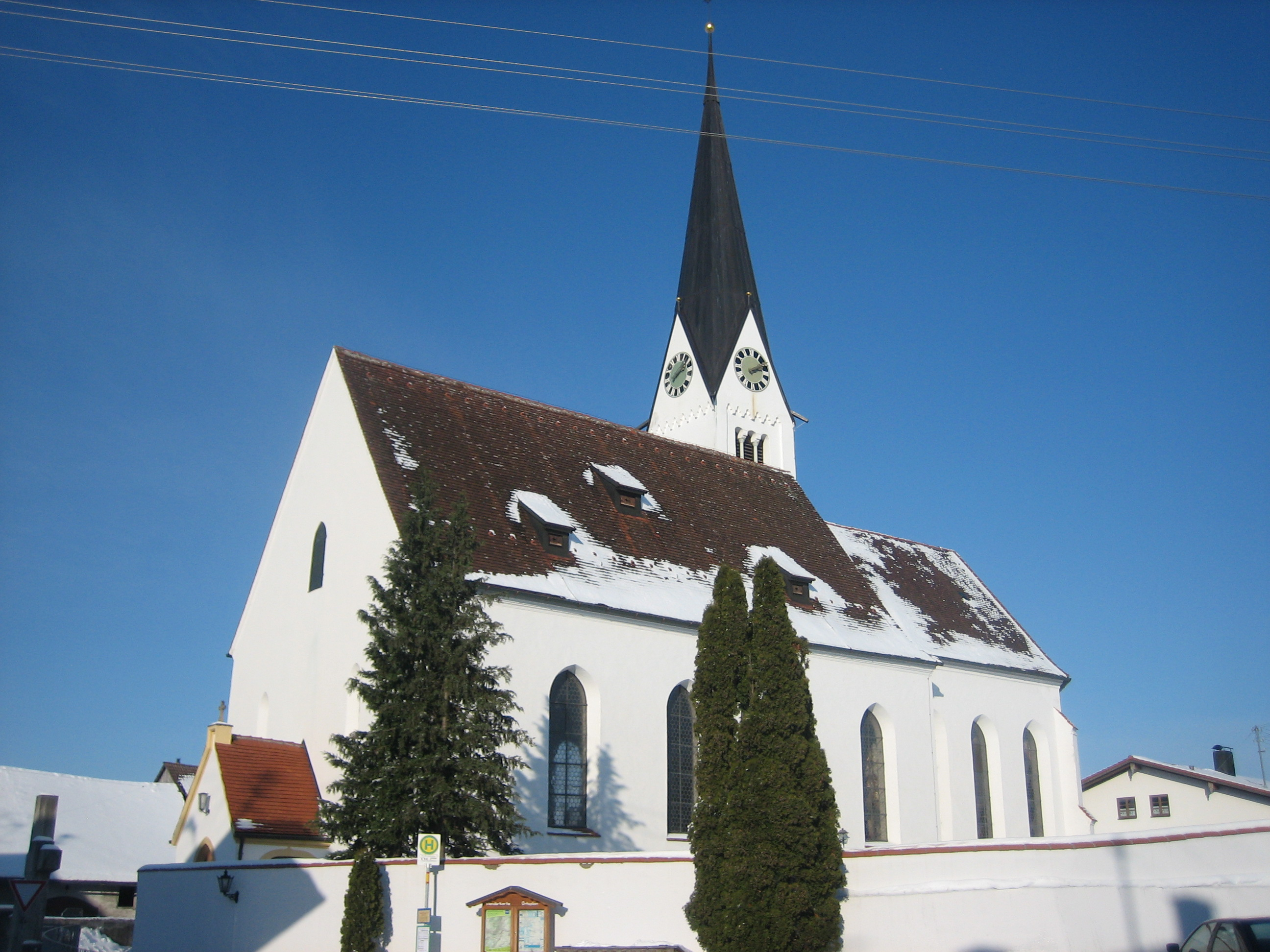
Kirche St. Jakobus in Ruderatshofen

St. Jakobus ist die katholische Pfarrkirche in Ruderatshofen im Landkreis Ostallgäu in Bayern. Sie wurde in ihrer heutigen Form 1733 errichtet. Die Pfarrkirche trägt das Patrozinium des heiligen Jakobus des Älteren.

## Geschichte
Bereits 839 besaß das Kloster Kempten Besitz im damals noch „Hruodoldishova“ genannten Ruderatshofen. Rund zwei Jahrhunderte später wird ein erster Pfarrer, ein „Pilgrim zu Roteratshova“ erwähnt. In dieser Zeit entstand wohl der erste romanische Kirchenbau. Diese Pfarrkirche wurde im 15. Jahrhundert neu errichtet, der Unterbau des Turmes wurde dabei von der Vorgängerkirche übernommen.
1733 wurde die Pfarrkirche im barocken Stil verändert. In dieser Zeit wurde auch das Langhaus erhöht und die Pfarrkirche verlängert, um mehr Gläubigen Platz zu bieten. In den Jahren 1869–1871, sowie 1884–1885, fand eine neugotische Umgestaltung der Pfarrkirche statt. Die während dieser Zeit angebrachten neugotischen Altäre wurden im Zuge einer Innenrenovierung 1953 wieder entfernt. Der damalige Pfarrer Keil ließ stattdessen einen modernen Hochaltar mit Gemälden von Magnus Hotter aus Marktoberdorf erstellen. Diese Gemälde stellen Szenen der Legende des heiligen Jakobus dar. Eine Außenrenovierung wurde im Jahr 1964 durchgeführt. Vier Jahre später, 1968, fand wiederum eine Neugestaltung des Altars unter Pfarrer Holdenrieder statt. Dieser ließ den nur 15 Jahre früher errichteten modernen Altar sowie die Orgel entfernen. Der Altarraum wurde in dieser Zeit neugestaltet. Ein neuer Hochaltar, in der Ausführung eines Flügelaltars, wurde von Hans Wachter aus Kempten geschaffen. Dieser schuf auch den Taufstein sowie den Tabernakel. Die letzte Außenrenovierung der Pfarrkirche wurde 1989 durchgeführt, im Anschluss daran wurde abermals in den Jahren 1991–1992 die Inneneinrichtung durch Pfarrer Hans Zahner restauriert. Der Hochaltar wurde am 28. November 1993 durch den Augsburger Weihbischof Rudolf Schmid geweiht.

## Ausstattung
Der derzeit in der Pfarrkirche befindliche Hochaltar enthält Flügelaltarbilder von Jakob Scherer von 1865. Diese Altarbilder waren ursprünglich im Dom zu Augsburg. In geschlossenem Zustand zeigen diese Christus am Ölberg, im geöffneten die Verkündigung des Herrn mit den Propheten Jeremia, Jesaja, Daniel und Ezechiel. Das Antependium zeigt als Halbrelief das Letzte Abendmahl, dies ist der einzig erhaltene Rest des alten Hochaltares. Die beiden Seitenaltäre zeigen ein Bildnis der Maria Immaculata und des hl. Sebastian. Die Seitenaltäre wurden in den Jahren 2000 und 2001 neu geschaffen.

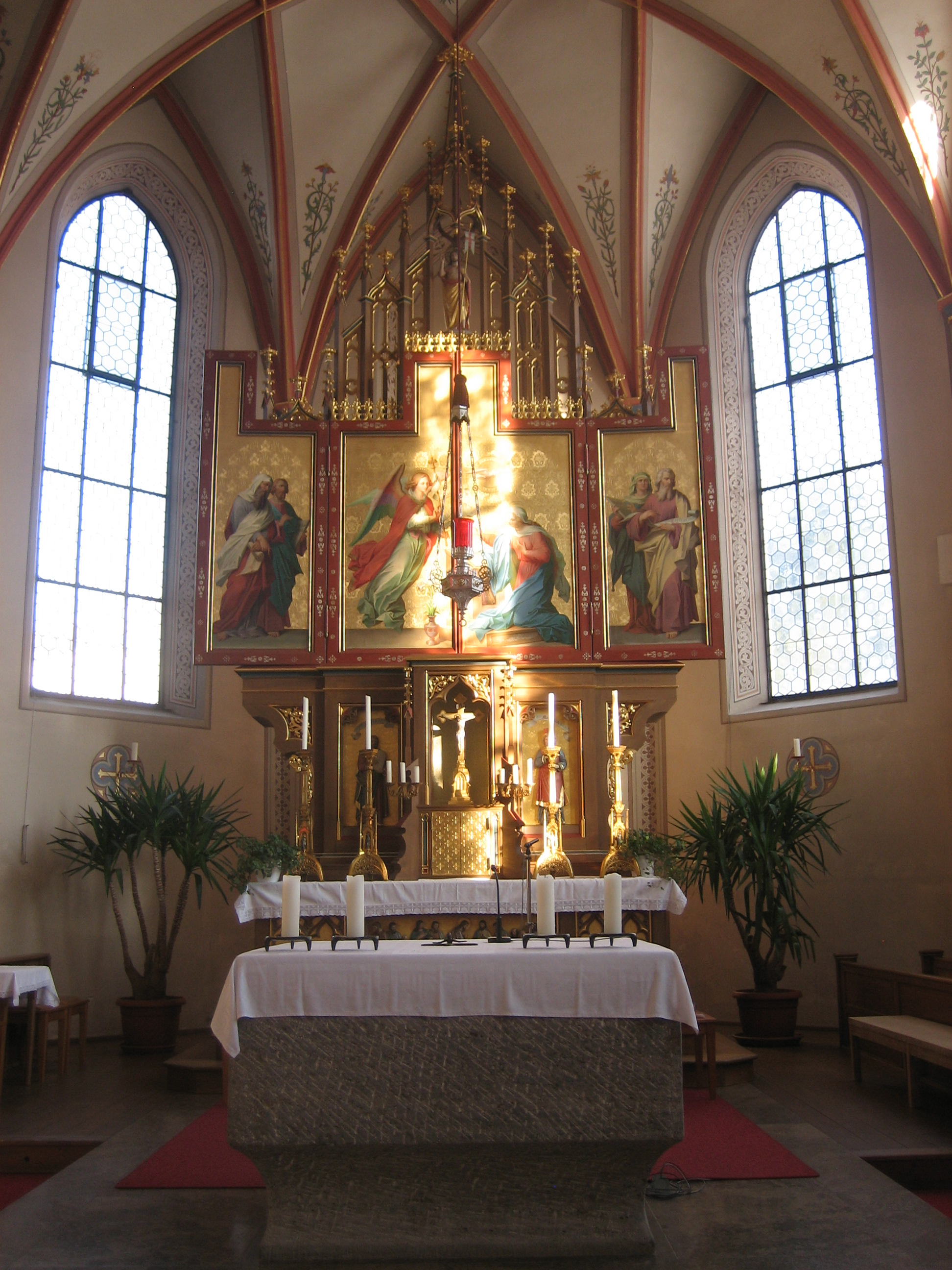
Hochaltar
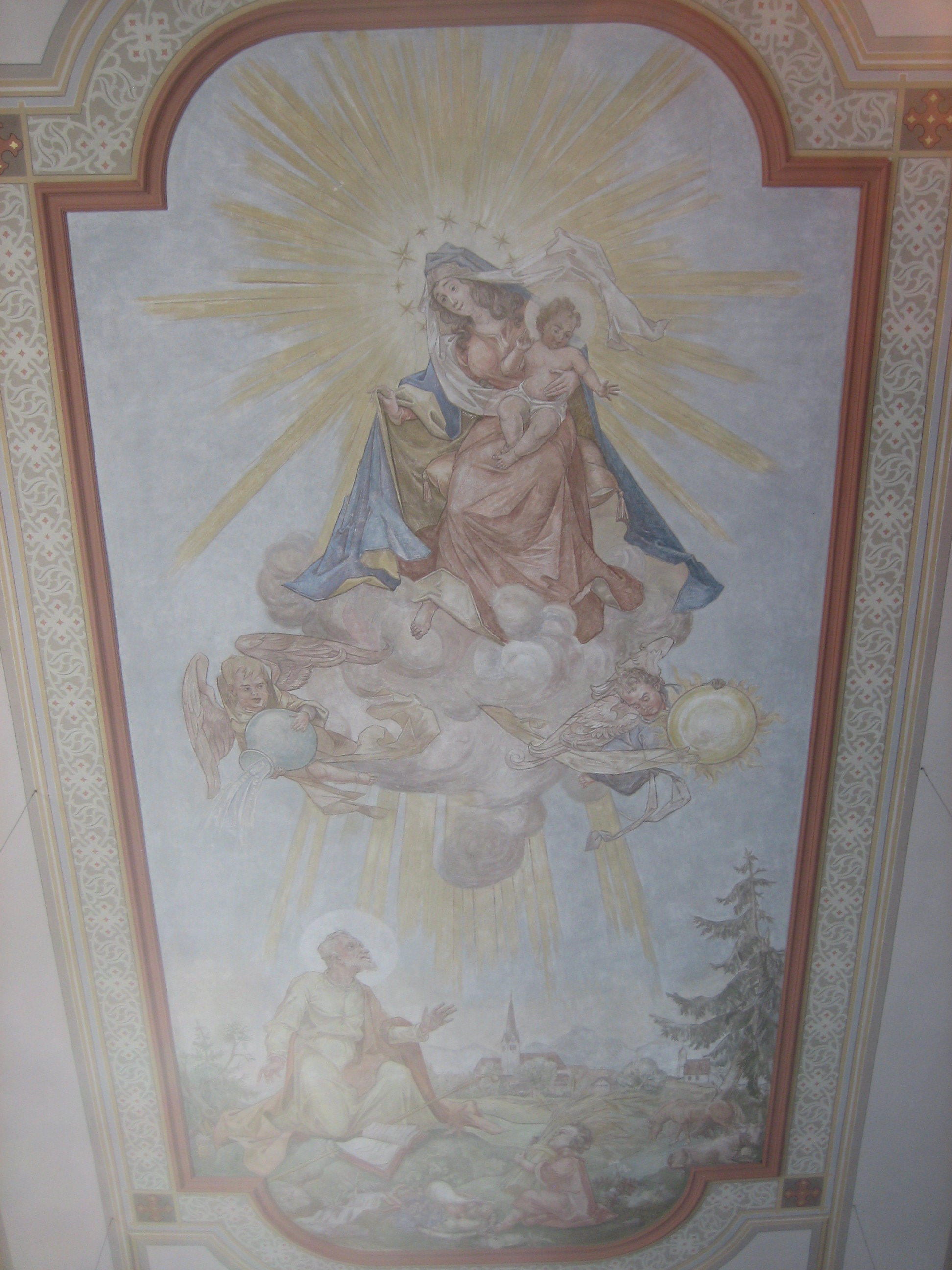
Deckengemälde
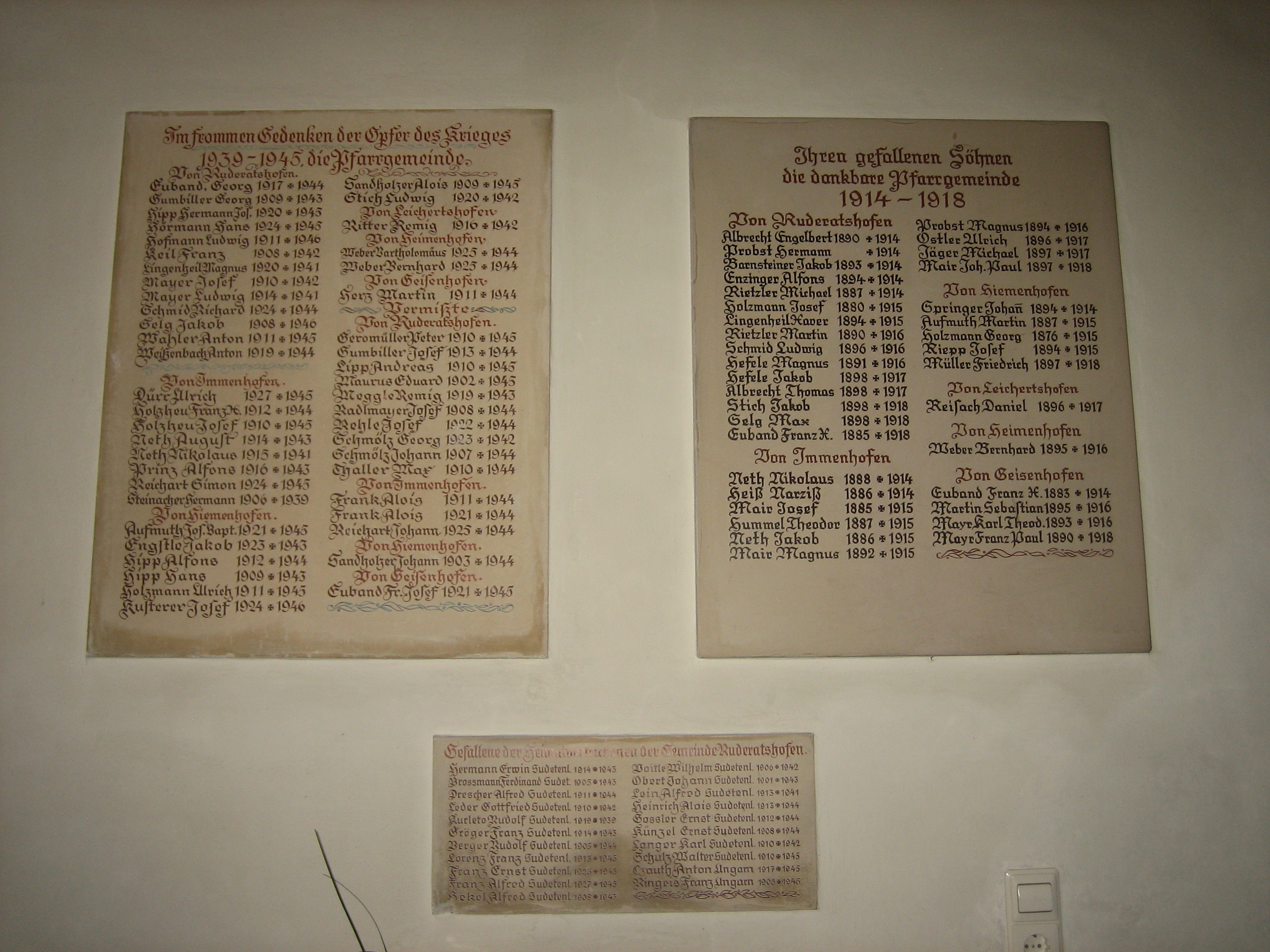
Gedenktafel

### Votivtafel der Rothensteiner

Tafelbild in der Pfarrkirche, ca. 1520

Eine Besonderheit in der Pfarrkirche ist die Votivtafel der Rothensteiner. Die Votivtafel ist an der nördlichen Chorwand angebracht und wurde vermutlich im Jahr 1520 gemalt. Auf dem Tafelbild wird der vom Kreuz abgenommene Leichnam Jesus Christus dargestellt. Dieser ruht in den Armen des Apostels Johannes und wird von Maria beweint. Im Anschluss daran folgen die Rothensteiner.